# Мінське намісництво
Мі́нське намі́сництво (рос. Минское наместничество) — адміністративно-територіальна одиниця в Російській імперії в 1795–1796 роках. Адміністративний центр — Мінськ. Створене 1795 року на основі Мінської губернії. Складалося з 9 повітів. 31 грудня 1796 року перетворене на Мінську губернію.